# William Parr (1er baron Parr de Horton)
William Parr, 1er baron Parr de Horton (vers 1483 - 10 septembre 1547) est le fils de Sir William Parr et de sa seconde épouse, Elizabeth Fitzhugh, plus tard Lady Vaux de Harrowden.

## Biographie
William Parr est un soldat anglais qui a combattu en Écosse et en France, où il a été fait chevalier par Henri VIII à la cathédrale de Tournai. En juin 1520, il accompagne le roi au « Champ du Drap d'Or » en France. Comme son frère, Sir Thomas Parr, William a prospéré grâce aux bons soins de Sir Nicholas Vaux.
À la mort de son frère, Sir Thomas Parr, William est désigné comme l'un de ses exécuteurs testamentaires. Il aide sa belle-sœur, Maud, veuve à l'âge de à 25 ans, à gérer ses biens et domaines dans le nord pendant qu'elle s'occupe de l'éducation de ses trois enfants dans le sud de l'Angleterre.
Bien que William ne gère pas très bien ses propres affaires financières, il est nommé chambellan de la maison du duc de Richmond, le fils illégitime reconnu du roi Henri VIII et d'Elizabeth Blount, basé au château du shérif Hutton dans le Yorkshire.
Il en profite pour faire entrer son neveu, William Parr, plus tard comte d'Essex, dans la maison du duc où il bénéficie de l'enseignement des meilleurs tuteurs et où il fait connaissance avec les enfants d'autres familles éminentes. On a prétendu que William et sa belle-sœur, Maud Parr, avaient tout fait pour que William s'attire les bonnes grâces du duc, au cas où celui-ci deviendrait héritier du trône, mais il n'y a aucune preuve factuelle pour étayer ces dires.
Bien qu'officiellement chambellan de la maison du duc de Richmond, la maison est en réalité contrôlée par le cardinal Wolsey à Londres. Par ailleurs, William Parr et les tuteurs du duc ne partagent pas la même opinion sur l'équilibre à maintenir entre les loisirs et les études. Parr, qui est un homme de la campagne, trouve normal que les garçons préfèrent la chasse et le sport à l'apprentissage du latin et du grec et l'indiscipline du duc l'amuse beaucoup. Tout au contraire, John Palsgrave, le tuteur du duc, ne supporte pas cette situation et décide de démissionner au bout de six mois. William se méfie des prêtres instituteurs et de toute personne de moindre naissance, bien qu'il ne soit pas considéré comme noble à l'époque. La maison du duc, dont le budget souffre de l'excès de personnel, est finalement dissoute à l'été 1529 sans que William Parr n'ait pu tirer profit de sa situation.
Lors de la rébellion du pèlerinage de grâce en 1536, William fait preuve d'une grande loyauté envers la Couronne. Il est au côté du duc de Suffolk dans le Lincolnshire et il supervise les exécutions qui ont lieu à Louth et Horncastle. Il en profite pour essayer de s'attirer les bonnes grâces du duc de Norfolk et de Thomas Cromwell.

## Carrière
William est shérif du Northamptonshire en 1518, 1522, 1534 et 1538. Il est également écuyer du corps du roi sous Henri VII et Henri VIII. William est, par ailleurs, nommé chambellan de sa nièce la reine Catherine et, lorsqu'elle assure la régence pendant le séjour d'Henri III en France, elle nomme William membre de son conseil. Il est toutefois trop malade pour assister aux réunions du conseil mais cette nomination montre la confiance que lui accorde la reine.
William Parr est fait chevalier par le roi Henri VIII après le siège de Tournai, en octobre 1513 et il est élu au parlement comme chevalier du comté du Northamptonshire en 1529 et 1539.
Le 23 décembre 1543, William est fait pair du royaume en tant que 1er baron Parr de Horton, Northamptonshire. Il meurt en 1547 sans héritier mâle pour reprendre son titre. Il est enterré à Horton.

## Famille
William épouse Mary Salisbury, la fille et cohéritière de Sir William Salisbury qui lui apporte en dot le manoir de Horton. Ce mariage heureux qui donne naissance à quatre filles dont l'ainée est son unique héritière.
- Maud (Magdalen) Parr, épouse de Sir Ralph Lane d'Orlingbury[1]. Maud grandit avec sa cousine Catherine Parr, qui sera la dernière épouse du roi Henri VIII. Maud devient alors dame d'honneur et fait partie du cercle proche de la reine ; elle restera amie et confidente de la reine[7]. Elle est l'une de ses dames au château de Sudeley[3].
- Anne Parr, qui a épousé Sir John Digby[1],[6].
- Elizabeth Parr, qui a épousé Sir Nicholas Wodhull (orthographe moderne : Woodhull)[1],[6].
- Mary Parr, qui a épousé Sir Thomas Tresham[1],[8].

Lord Parr et son épouse sont les ancêtres de William, prince de Galles par l'intermédiaire de sa défunte mère, Diana, princesse de Galles.